# Indische Nederlanders
Indische Nederlanders, ook afgekort tot "Indisch" of "Indische", zijn etnische Nederlanders met een familiegeschiedenis in het voormalige Nederlands-Indië, het huidige Indonesië. Indische Nederlanders kunnen grofweg opgedeeld worden in twee groepen: Indo-Europeanen (niet te verwarren met het prehistorische volk Indo-Europeanen) en totoks. De term Indo-Europeaan wordt ook wel afgekort als Indo. Deze behoren tot de Euro-Aziatische gemengdbloedigen omdat zij zowel Europese als Aziatische voorouders hebben. Totoks zijn Indische Nederlanders die als 'volbloed' Europeanen in Nederlands-Indië zijn geboren of er lange tijd hebben gewoond.

## Achtergrond en geschiedenis
Indische Nederlanders zijn etnische Nederlanders met een familiegeschiedenis in het voormalige Nederlands-Indië en worden van Molukkers, Indonesiërs en Javaanse Surinamers – 'volbloed inlanders' – onderscheiden.
Tijdens de Tweede Wereldoorlog waren Indische Nederlanders, binnen en buiten de jappenkampen, doelwit vanwege hun Europese etniciteit en loyaliteit. Ook gedurende de Bersiap en de Indonesische onafhankelijkheidsstrijd werden zij vervolgd om wie zij waren: Nederlanders en Europeanen. Het geweld maakte (tien)duizenden slachtoffers en leidde tot gedwongen repatriëring en een wereldwijde diaspora van (Indische) Nederlanders.

### De termen 'Indo-Europeaan' en 'Indische Nederlander'

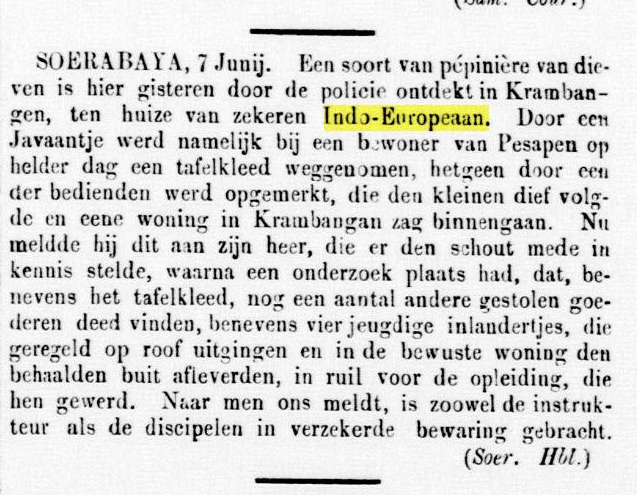
De term Indo-Europeaan in een krant (Bataviaasch Handelsblad 1872)

Het begrip Indo-Europeaan is vanaf de 19e eeuw in zwang. Het voorste deel, 'Indo' is afgeleid van het Griekse Indoi dat verwijst naar Indië en op zijn beurt weer is afgeleid van (de rivier de) Indus. Indo-Europeanen, of afgekort 'Indo's', zijn nazaten van Europeanen die in de streek Indië woonden.
'Indo' is dus niet afgeleid of een afkorting van Indonesië en/of haar inwoners. Het begrip 'Indonesië' is bovendien relatief modern. Het werd in 1850 door James Richardson bedacht en vanaf 1900 in academische kringen (buiten Nederland) en door Indonesische nationalisten gebruikt. Ruim voor die tijd is het begrip Indo-Europeaan al gebezigd en komt het ook voor in de (wetenschappelijke) literatuur.
De term Indo-Europeaan is overigens nooit een exclusieve aanduiding geweest voor Indo’s uit Nederlands-Indië. Ook in andere delen van Azië worden gemengde Europeanen met de term Indo-Europeaan aangeduid. Zo duiken rond 1825 de begrippen 'Indo-Portugezen' en 'Indo-Engelschen' op, als verwijzing naar gemengdbloedigen in onder andere Brits-Indië. Indo-Europeanen uit Brits Indië worden Brits-Indiër genoemd, maar de Indo-Europeanen uit Nederlands-Indië worden Indische Nederlanders genoemd.
Voordat het begrip Indo-Europeaan zijn intrede deed, werd deze groep, onder andere door de Vereenigde Oostindische Compagnie (VOC), mesties of halfbloed genoemd.
Indische Nederlander werd als term gepropageerd door onder andere Th.R. Landouw, in 1916 oprichter van de Indische Democratische Partij (IDP). Landouw vreesde dat een groot deel van de Indo's zich zou afkeren van Nederland en zou opgaan in de Indonesische bevolking. Sommige Indo's, zoals hij zelf, voelden zich nauwelijks verbonden met de oorspronkelijke bewoners en noemden zich liever Indische Nederlanders, maar anderen hebben een ander beeld.
Het begrip Indische Nederlander duikt ook eind 1933 op bij de Indische NSB. Volgens de NSB moest blank niet letterlijk worden opgevat, maar in de betekenis 'zijnde van westerse cultuur'. De term Indo-Europeaan (Indo) zou volgens hen denigrerend zijn en had afgedaan. Dit gold niet voor het bestuur van het Indo-Europeesch Verbond (IEV). Het IEV verzette zich tegen elke poging om de term Indo-Europeaan vervangen te krijgen en het IEV om te dopen tot Indisch-Europeesch Verbond. Met regelmatige tussenpozen stond het onderwerp op de congresagenda, om telkens te worden afgewezen. Voorzitter De Hoog beschouwde 'Indo' als erenaam. "Wij zijn bruine Nederlanders", stelde hij trots. Toen de NSB onder invloed van het Duitse nazisme de raszuiverheidsleer ging aanhangen, pleitte zij ook voor een verbod op seksuele relaties tussen blanken en niet-blanken. Dit betekende het einde van het uitgangspunt van gelijkheid in de Indische NSB. ‘Indo’ won, ten koste van ‘Indische Nederlander’, onder Indo-Europeanen weer aan populariteit.
Na de soevereiniteitsoverdracht aan de Republiek Indonesië in 1950 kwam de juridische betekenis van de term Europeaan te vervallen. De bevolking van de nieuwe republiek werd staatsburgerlijk Indonesiër. Nederlanders die trouw bleven aan het vaderland en dientengevolge hun nationaliteit wilden behouden, werden in de nieuwe republiek juridisch buitenlanders.
Mede dankzij Tjalie Robinson beleefde de term Indo na de Tweede Wereldoorlog een revival.
 Men spreekt over hen die als vluchteling Nederlands-Indië/Indonesië verlaten moesten en zich elders hebben gevestigd, als eerstegeneratie-Indo's. Hun kinderen zijn de tweedegeneratie-Indo's, die dikwijls in Nederland of daarbuiten, vlak voor of tijdens de 'repatriëring' zijn geboren. Degenen die uit de daarna volgende generaties zijn voortgekomen, worden aangeduid met derde- of reeds vierdegeneratie-Indo's.

### Uiterlijk voorkomen
Indo's kunnen door hun gemengd bloed, in uiterlijk zeer verschillen: van donkere huidskleur tot vrijwel blank, terwijl de kleur van de ogen niet alleen bruin kan zijn, maar ook blauw, grijs of groen. De haarkleur kan zwart, donkerbruin, lichtbruin of zelfs blond zijn. Had een Hollandse voorvader rood haar, dan zal dat ook in volgende generaties doorwerken op hoofd- en  lichaamsbeharing.

### Andere termen voor Europeanen/Nederlanders van gemengd bloed

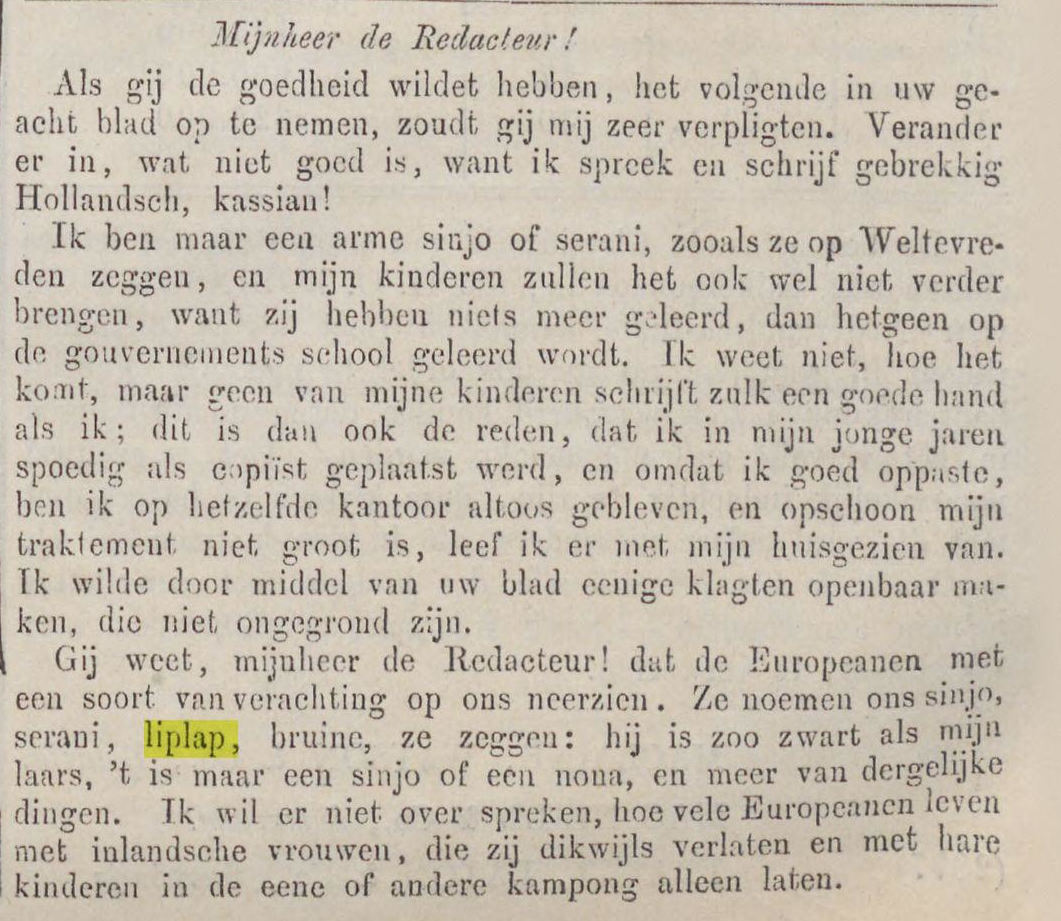
Krantenartikel met uiteenzetting van begrippen gebruikt voor Indo-Europeanen

Blasteraneen Indo-Europeaan, afgeleid van bastaard. Wordt in het huidige Indonesië gebruikt, waarbij de beladen oorsprong niet altijd bekend is.
BlauweIndo-Europeaan, de oorsprong is een punt van geschil. Werd en wordt gebruikt als scheldwoord en geuzennaam; Het Indisch-Nederlandse zangduo The Blue Diamonds ontleende hieraan zijn naam.
CasadosIndo-Portugees
EuraziaatIndo-Europeaan, naar het in Brits-Indië gebruikte Eurasian
EuraziërIndo-Europeaan, naar het in Brits-Indië gebruikte Eurasian
Indische jongens, resp. meisjesgangbare aanduiding voor Indo-Europese mensen in de omgeving van Den Haag
Indo-DutchTerm gebruikt door Indische-Nederlanders in de Verenigde Staten
MestiesIndo-Europeaan, afkomstig van het Portugese mestiço, dat 'van goed, zuiver ras' betekent, wat gebruikt werd om relatief onderscheid te maken tussen de 'wittere' Indo's en de inlanders. Mesties zou volgens andere bronnen juist afkomstig zijn van mixtus, dat 'gemengd' betekent in het Latijn.
KastiesIndo-Europeaan, afkomstig van het Spaanse castizo, dat 'van goed, zuiver ras' betekent, wat gebruikt werd om relatief onderscheid te maken tussen de 'wittere' Indo's en de inlanders
Kleine Boengminder bedeelde Indo-Europeaan die aan de rand van de kampong woonde
Liplap/liblapIndo-Europeaan, oorsprong onbekend. Mogelijk liflaf uitgesproken op z'n Maleis waarbij de f verandert in de p.
Mardijkervan oorsprong de naam voor vrijgemaakte slaven en krijgsgevangenen maar waren meestal mengbloeden van verschillende herkomst. Hun voorouders kwamen uit India, Makasar, Bali, Ambon, Banda, Portugal, Afrika.
MetisIndo-Europeaan, Frans voor gemengdbloedig
MixsticeIndo-Europeaan, van het Latijnse miscre dat mengen betekent
Njonjavrouw, waarschijnlijk van de Portugese titel dona. Thans vrouwelijke mengbloed/Indo.
Nonameisje, afgekort non en verkleind nonnie. Waarschijnlijk van de Portugese titel dona. Thans vrouwelijke mengbloed/Indo-Europeaan.
Petjoe(k)Indo-Europeaan, scheldwoord, oorspronkelijk Javaans voor aalscholver
Pindascheldwoord voor Indo-Europeanen in Nederland
Poestiesonbekend
Seranivoor Portugese, christelijke halfbloeden en Indo's van "het laagste soort" (aldus de gebruiker). Van het Arabische nasrani (Nazarenen van Nazaret). Van oorsprong een scheldwoord voor christen geworden moslims.
Sinjo/Signojongeheer afgekort njo. Van het Portugese senhor. Oorspronkelijk gebruikt voor afstammelingen van Portugezen. Thans mannelijke mengbloed/Indo-Europeaan.
TestiesIndo-Europeaan met een Hollandse vader en een Indo-Europese moeder
Toegoeneesmengbloeden uit de wijk Toegoe (Tugu) bij Batavia (Jakarta). Toegoenezen stammen af van mardijkers vermengd met Indo-Europeanen.
Toepasvan Portugese afkomstige mengbloeden
Van Bataviapredicaat gebruikt voor Indo-Europese kinderen in het weeshuis te Batavia in de VOC-tijd.

### Oorsprong Indo-Europeanen
Indo-Europeanen behoren tot de Indo-Europese of Euro-Aziatische (meng)volkeren, omdat zij zowel Europese als Aziatische voorouders hebben. Manado was de plaats waar in de 16e eeuw voor het eerst in de archipel een Indo-Europese gemeenschap ontstond. Indo-Europeanen werden er geboren door de aanwezigheid van achtereenvolgens Portugese, Spaanse en Nederlandse handelaren. De eerste koning van Manado, Muntu Untu, was de zoon van een Spaanse mestizo.
Indo-Europeanen zijn ontstaan uit relaties en huwelijken tussen leden van verschillende Europese en Aziatische bevolkingsgroepen. Ze kwamen onder andere voort uit relaties tussen Europese mannen en Aziatische en/of inlandse vrouwen, maar ook uit relaties en huwelijken tussen Indo-Europeanen en Europeanen en Indo-Europeanen onderling. Na afschaffing van de slavernij (1860) waren relaties en huwelijken tussen Europese mannen en, al dan niet vrijgekochte, Aziatische of inlandse slavinnen onmogelijk. Wel bedienden sommige Europese mannen zich vanaf dien van Aziatische of inlandse concubines (‘njai’).

### Noodzaak van Indo-Europese burgers
Al vroeg in de VOC-tijd besefte men de noodzaak van een permanente Europese migrantengroep in Indië. Deze groep, bij voorkeur voortkomend uit een Europese man en een (gedeeltelijk) Aziatische vrouw, zou kunnen voorzien in goedkoop personeel voor de VOC en was bovendien beter bestand tegen het tropische klimaat.
Voor een kolonie in een grotendeels vijandige omgeving was er behoefte aan een bevolking waarop de Europese bewindvoerders te allen tijde konden rekenen. Deze hoopte men te vinden bij christelijke Aziaten, en Indo-Europeanen, die konden dienen in het leger, de milities en de schutterij. en als administratief en onderwijzend personeel. Aziatische vrouwen, die trouwden met een Europese man, en hun kinderen kregen automatisch de status van Europeaan. Trouwen kon echter alleen met toestemming en onder de voorwaarde dat de vrouw protestant of, later, katholiek was of werd.
Gedurende de Franse periode tussen circa 1790 en 1810 besloot gouverneur-generaal maarschalk Herman Daendels, een Britse aanval vrezend, het aantal Nederlanders te vergroten door Indo-Europese kinderen in tehuizen te verzamelen en te onderwijzen. Hij vergemakkelijkte de procedure waardoor de formele erkenning door de vader en 10 procent van diens salaris al genoeg was om kinderen Europees te maken. Gedurende de 19e eeuw werden Indo-Europese kinderen, die Nederlanders bij inlandse vrouwen hadden verwekt, op grote schaal bij hun moeders uit 'de kampong' (het dorp) weggehaald. Deze kinderen kregen in tehuizen een Europees georiënteerde opvoeding.

### VOC-periode
Gedurende de VOC-tijd werden veel Indo-Europeanen geboren uit een Europese man en een Aziatische of inlandse vrouw, maar ook uit (vrijgekochte) slavinnen.
De afkomst van zowel de Europese man als de Aziatische vrouw was zeer divers. De bevolking van Batavia bestond bijvoorbeeld lange tijd uit mannen van verschillende Europese nationaliteiten, Balinezen, Bandanezen, Birmezen, Chinezen, Indiërs, Makassaren, Melakkers en Indo-Europanen uit onder andere de voormalige Portugese gebieden. Later toen het grondgebied groter werd kwamen daar Sundanezen bij. Er woonden lange tijd geen Javanen.
Als een Europese vader de kinderen die hij bij een Aziatische vrouw – al dan niet slavin – had verwekt, niet erkende, bleven zij onder de hoede van hun moeder. De niet-erkende kinderen van slavinnen die zich tot het christendom of het katholicisme bekeerden verkregen hun vrijheid en gingen op in de bevolkingsgroep van vrije Aziatische christenen, de mardijkers. Aangezien erkenning vaker niet dan wel plaatsvond was dat veelal het geval.

### Na 1860
Huwelijken tussen (Indo-)Europeanen en Aziatische vrouwen werden vanaf halverwege de 19e eeuw, hoewel niet bij wet verboden, wel ontmoedigd door allerlei bepalingen en constructies.

Zo hanteerden sommige werkgevers voor Nederlandse mannen tot 1920 een trouwverbod gedurende de eerste zes jaren van het arbeidscontract (trouwen met Nederlandse vrouwen was ook verboden) en waren er financiële drempels en administratieve verplichtingen (zoals het aanvragen van toestemming om te mogen trouwen). In de praktijk leefde meer dan de helft van de Europese mannen ongehuwd samen met hun Aziatische vrouw. Aziatische vrouwen hadden volgens een wetsartikel uit 1948 geen rechten met betrekking tot door een Europese vader erkende kinderen. Ze kon dus geen voogdij over minderjarige kinderen claimen na de dood van de Europese vader.
In hogere sociale klassen werd het gebruikelijk na het VOC-tijdperk dat Indo-Europese zonen naar Nederland werden gestuurd voor een hogere opleiding en het leggen van nuttige relaties. Indo-Europese dochters werden bij voorkeur gekoppeld aan Nederlandse nieuwkomers. Indo-Europese zonen die niet de mogelijkheid hadden om naar Nederland te gaan, gingen relaties aan met of Indo-Europese of inlandse/Aziatische vrouwen. Een relatie tussen een Indo-Europese man en een Europese vrouw kwam niet vaak voor, zo'n relatie werd gezien als een sociale vernedering voor de vrouw.

### Juridische indeling van de bevolking
In juridische zin kende de Nederlandse wetgeving aanvankelijk slechts twee categorieën bevolkingsgroepen: inlands en Europees. Mensen van gemengde afkomst werden in een van beide categorieën ingedeeld. Bepalend hierbij was de wettelijke erkenning door de Europese ouder: kreeg men die, dan werd men juridisch ingedeeld bij de Europeanen, kreeg men die erkenning niet, dan bleef men inlands (wat nu Indonesisch heet). In de praktijk betekende het laatste vaak dat het kind met zijn moeder 'in de kampong verdween', een uitdrukking die zelfs in officiële stukken werd gebruikt.
Erkenning of wettiging van een kind, door een (Indo-)Europeaan buiten huwelijk verwekt bij een inlandse/Aziatische vrouw, kwam voor een kind dus neer op een overgang van de ene naar de andere bevolkingsklasse. Een bijzondere situatie deed zich voor wanneer een inlandse of een niet erkende Indo-Europese vrouw trouwde met een Europeaan die daarna weer van haar scheidde. Haar juridische en maatschappelijke status veranderde dan van inlandse in Europeaan.
In de grondwet van 1814-1815 werd voor het eerst gesproken over het 'Nederlandsche volk'. Hieronder vielen alle bewoners van de negen provincies die tot het grondgebied van Nederland behoorden. De Nederlandse nationaliteit was nog niet als een zelfstandige juridische status omschreven. Het Nederlandse volk kreeg het recht om in openbare functies benoemd te worden en kiesrecht. Volgens het eerste, na de val van Napoleon geschreven, Nederlandse Burgerlijk Wetboek van 1838 was iedereen die in Nederland of in de koloniën was geboren Nederlander. Dit betekende dat vrijwel de gehele bevolking van Nederland én van de koloniën de Nederlandse nationaliteit bezat, maar slechts een heel klein aantal beschikte over een paspoort.
De inheemse bevolking verloor in 1893 het Nederlanderschap, werd uitgesloten van de daaraan verbonden politieke rechten en belandde in een nationaliteitsrechtelijk vacuüm. In 1910 werden zij Nederlands onderdaan door de wet Nederlands-onderdaanschap-niet-Nederlanderschap.
Rond 1920 werd er een derde juridische categorie ingezetenen in het leven geroepen: 'Vreemde Oosterlingen'. Hierin werden immigranten uit niet westerse landen ingedeeld, met name Chinezen, Arabieren en Indiërs. De laatsten ook wel Brits-Indiërs genoemd, omdat de verwarring tussen Brits-Indië en Nederlands-Indië bij de naamgeving parten speelde. Voor hen golden andere wetten en voorschriften dan voor de inlanders en de Europeanen. Japanners werden daar niet toe gerekend, zij werden beschouwd als Europeanen omdat het Japanse rechtstelsel toentertijd gebaseerd was op Europees recht.
Door hun vader erkende Indo-Europeanen waren vanaf het begin van de VOC-periode juridisch Europeaan en kregen vanaf 1838 ook de Nederlandse nationaliteit. Maatschappelijk gezien vormden de Indo-Europeanen een tussenlaag (onderste laag van de Europese groep) tussen de autochtone bevolking (de inlanders/Indonesiërs) en de sociale top van Europeanen. Een klein deel van die middenlaag of middenklasse, meestal de oude of de gegoede Indo-Europese families, behoorden tot de sociale top van de Europeanen/Nederlanders.
De term Nederlands onderdaan was ruimer dan de term Nederlander: inlanders (Indonesiërs) waren wel Nederlands onderdaan, maar geen Nederlandse staatsburger. Na de onafhankelijkheid konden achterblijvende Nederlanders tot december 1951 kiezen om Nederlander te blijven of om Indonesiër te worden. Inlanders werden automatisch Indonesiër. Voormalige Nederlanders die Indonesiër waren geworden konden later gedurende een beperkte periode alsnog opteren voor het Nederlanderschap en uit Indonesië vertrekken. Dit waren de zogenoemde spijtoptanten.

### (Achter)namen
Aziatische vrouwen droegen vaak als achternaam de plaats van oorsprong. Wanneer ze trouwden met een Europeaan of een Indo-Europeaan, kregen ze de Europese status en een Europese naam. In sommige gevallen was de voornaam een afgeleide van de naam van haar man. Kinderen geboren uit een buitenechtelijke relatie die erkend werden, kregen in sommige gevallen een uit de vadersnaam verbasterde achternaam. Een voorbeeld is Arnolda Schulp (schelp), wier vader Mossel heette. Een ander voorbeeld is Kijdsmeir, de naam van de buitenechtelijke erkende kinderen van Van Riemsdijk (Kijdsmeir is Riemsdijk achterstevoren). De verbastering van achternamen van erkende Indo-Europese kinderen ging tot in de 20e eeuw door. Enkele voorbeelden zijn: Reijem (Meijer), Esreteip (Pieterse) en Nesjan (Jansen).
Er bestaan verschillende Indo-Europese roepnamen. Sommige roepnamen zijn verbasteringen van de voornaam terwijl andere geen enkel verband hebben met de voornaam. Wanneer een kind ziekelijk was, gaf een baboe het kind soms een andere naam omdat ze geloofde dat het kind ziek was doordat het een naam had gekregen die niet bij hem paste. Andere familieleden namen dit over en bleven die naam als roepnaam gebruiken. Europese voornamen waren soms moeilijk uit te spreken voor bedienden en familieleden, en werden hierdoor zo verbasterd dat iedereen ze uit konden spreken. Een ander fenomeen dat optrad bij de vertaling van een Europese naam was de verwisseling van de F, V en de P. Een naam als Frederik kon veranderen in Pede, Charles in Tjalie en Yvonne in Vonnie of Vonneke. Een roepnaam werd ook gevormd door de laatste lettergreep van de voornaam te herhalen.

### Japanse bezetting
Tijdens de Tweede Wereldoorlog werd Nederlands-Indië in 1942 door het Japanse leger veroverd en bezet gehouden. Ruim 42.000 militairen met een Europese of gemengde achtergrond kwamen in krijgsgevangenschap. Ook veel burgers werden geïnterneerd. Een paar maanden na het begin van de Japanse bezetting werd begonnen met de registratie van niet-inlanders. De Europeanen werden opgedeeld in volbloed Europeaan en gemengdbloedig. Omdat het voor de Japanners niet duidelijk was waar de loyaliteit van de Indo-Europeanen lag kregen die het voordeel van de twijfel. Het merendeel van de Indische Nederlanders bleef zodoende aanvankelijk buiten de kampen.
Toen veel Indo-Europeanen weigerden zich pro-Japans op te stellen kwam er in 1943 een tweede selectie waarbij Japanse ambtenaren bepaalden tot welke groep men behoorde. Ter selectie werd onder andere gekeken naar de manier van lopen en bij twijfel was vooral de kleur van de ogen doorslaggevend. Om aan te tonen dat men gemengdbloedig was diende men te beschikken over een afstammingsbewijs, een asal oesoel. Uiteindelijk belandde ook het gros van de Indische Nederlanders in een kamp. Naar schatting 13.000 mensen zijn in de Japanse kampen om het leven gekomen, waaronder veel mannen die waren ingezet als dwangarbeiders aan de Dodenspoorwegen. In totaal zijn er tijdens de Tweede Wereldoorlog in Azië naar schatting zo’n 25.000 Nederlanders om het leven gekomen.
Op 15 augustus 1945 maakte de Japanse keizer in een radiotoespraak de capitulatie van zijn land bekend. Nederlands-Indië was weer vrij, maar voor veel Indische Nederlanders betekende dit niet het einde aan de beproevingen. De Indonesische nationalist Soekarno riep namelijk de Republiek Indonesië uit en dat leidde tot de bersiapperiode.

### Bersiap
Tijdens de Tweede Wereldoorlog richtte de Japanse bezettingsmacht in Nederlands-Indië inlandse paramilitaire organisaties op die hen konden bijstaan. De leden van deze organisaties werden door Japanse instructeurs getraind en waren bewapend met een machete (kapmes) en een bambu-runcing (puntige bamboestok) van circa twee meter lang. Aangezien er na de capitulatie van Japan - op enkele KNIL-eenheden na - niet meteen geallieerde troepen beschikbaar waren, kregen de Japanners van de geallieerden order om de status quo te handhaven totdat geallieerde troepen zouden arriveren. Er was de facto sprake van een machtsvacuüm dat (deels) door gewelddadige anti-Europese milities werd gevuld.
Hoewel Soekarno en Hatta zich aanvankelijk terughoudend opstelden eisten de pemoeda's na de Japanse capitulatie onmiddellijke onafhankelijkheid. Enkelen ontvoerden Soekarno uit zijn huis en zetten hem met succes onder druk om twee dagen na de capitulatie, op 17 augustus 1945, de 'Republik Indonesia' uit te roepen. Het proclameren van de onafhankelijkheid leidde tot een revolutionaire en chaotische situatie. Japan had weliswaar gecapituleerd, maar omdat er in de daarop volgende weken nog geen geallieerde troepenmacht in zicht was, ontstond er een machtsvacuüm. Dit was het begin van de Bersiap. 'Bersiap' en 'siap' is Maleis voor wees paraat en geeft acht. Het waren de motto's van strijdgroepen van militante Indonesiërs. Een kenmerkende leus was ook Indonesië voor Indonesiërs!
Er volgde een periode van afrekening met alles wat niet-Indonesisch was. Ook de Indonesische adel, die als collaborateur met Nederland werd gezien, kreeg ermee te maken. Het geweld maakte mogelijk meer dan 35.000 slachtoffers, waaronder veel (Indische) Nederlanders. Het zou ertoe leiden dat een repatriëring op gang kwam waarna er een wereldwijde Indisch-Nederlandse diaspora ontstond.
De Bersiap brak in alle hevigheid los nadat de eerste Britse troepen bij Batavia landden. Tot begin 1946 gingen inlandse paramilitaire organisaties, milities en bendes zich te buiten aan gewelddadigheden, waarbij veel doden vielen onder (Indische) Nederlanders, Chinezen en pro-Nederlandse Indonesiërs. Het geweld ging ook daarna door, maar op minder grote schaal. De latere Indonesische premier Sjahrir riep de bevolking tijdens de Bersiap tevergeefs op om een einde te maken aan de gewelddadigheden.
Vooral in Batavia organiseerden (Indische) Nederlanders en Molukkers zich in eigen milities om hun huizen en gezinnen te verdedigen en de moorden te vergelden. Soms maakten ook zij zich schuldig aan overmatig geweld. Vaak lieten ze zich leiden door wraak, waarbij een moord op een Europeaan of Molukker in veelvoud werd vergolden. Op deze wijze escaleerde het geweld, maar het gelukte de Nederlands-Molukse milities hiermee wel om sommige buurten te beschermen tegen aanvallen.
Vanaf 1947 zette Nederland een grootschalige legermacht in tegen de revolutionairen die onmiddellijke erkenning van de Indonesische onafhankelijkheid eisten. Met name in KNIL-verband maakten daar veel Indische Nederlanders deel van uit. De militaire operaties werden eufemistisch Politionele Acties genoemd. Doel was de orde en veiligheid in het overzeese gebiedsdeel te herstellen en de productie van exportgoederen weer op gang te brengen.

### Repatriëring naar Nederland
Doordat de situatie voor (Indische) Nederlanders in Nederlands-Indië vlak na de Japanse capitulatie (Bersiap) en in Indonesië in de jaren vijftig, na de ‘onafhankelijkheidsoorlog’, vijandig en gevaarlijk was, hun ambtelijke functies hen werden afgenomen en hun bezittingen werden geconfisqueerd, 'repatrieerden' de meesten (Indische) Nederlanders noodgedwongen naar hun vaderland: Nederland. Dit proces kende verschillende fases. De eerste golf 'repatrianten' kwam vrijwel direct na de Bersiap naar Nederland.
In het begin van de jaren vijftig moedigde de Nederlandse regering emigratie uit Nederland aan vanwege de stagnerende economische groei; ook zo'n 50.000 Indische Nederlanders emigreerden vanuit Nederland naar derde landen. Repatriëring van Indische Nederlanders naar Nederland werd mede hierom niet aangemoedigd. Veel Indische Nederlanders werd het zelfs bemoeilijkt om zich in Nederland te vestigen; verzoeken om voorschotten voor een bootticket te verkrijgen werden vaak afgewezen (een enkele passage vierde klasse koste in 1957 rond de 1000 gulden). Deze opstelling van de regering zorgde ervoor dat Indische krachten zich gingen bundelen.
In 1953 kwam de Nederlandse Hoge Commissaris in Indonesië, A. Th. Lamping, terug op zijn standpunt, dat hij twee jaar eerder in Nederlandse media innam, luidende dat de toekomst van (Indische) Nederlanders in Indonesië lag. Lamping pleitte ditmaal voor versoepeling van de mogelijkheden voor overkomst naar Nederland.
Op 5 december 1957 verklaarde Soekarno, de president van de Republiek Indonesië, alle nog in Indonesië aanwezige Nederlanders (40.000 personen) staatsgevaarlijk en dwong hij hen voorgoed te vertrekken. Nederlandse bedrijven werden genationaliseerd en ook Sinterklaas was niet langer welkom. Deze episode, die een uitvloeisel was van de slepende Nieuw-Guineakwestie, werd ook wel 'Zwarte Sinterklaas' genoemd. Het vormde een climax in de pogingen van Soekarno om het laatste stuk Nederlands Oost-Indië tot deel van Indonesië te maken.
Bijna 40.000 (Indische) Nederlanders vertrokken in de maanden daarop, terwijl de economische banden tussen de twee landen vrijwel geheel werden verbroken. Op 17 augustus 1960, vijftien jaar na het uitroepen van de Indonesische onafhankelijkheid, werden ook de diplomatieke betrekkingen met Nederland verbroken.
Hoewel de repatriëring van de (Indische) Nederlanders bekendstaat als geruisloos waren er soms aansluitingsproblemen. De overgrote meerderheid van de repatrianten sprak uitstekend Nederlands, maar een deel van de kinderen die in de jaren zestig naar Nederland kwam had een taalachterstand. In sommige Nederlandse steden ging het zelfs om de helft van de kinderen. De oorzaak was het Indonesische verbod op Nederlands onderwijs vanaf 1958.
Tussen 1945 en 1965 zijn ongeveer 300.000 (Indische) Nederlanders gerepatrieerd en een klein aantal Chinezen en Indonesiërs naar Nederland gemigreerd. Deze migratie staat bekend als 'repatriëring', wat 'terugkeren naar het vaderland' betekent. Dit moet vooral symbolisch worden opgevat aangezien een groot gedeelte van deze 'repatrianten' nooit eerder in Nederland was geweest.

#### Vijf golven
- 1945-1950: na de capitulatie van Japan en de daaropvolgende Bersiap vertrokken ca. 100.000 (Indische) Nederlanders onmiddellijk of binnen enkele jaren naar Nederland. Het waren met name overlevenden van de Japanse bezetting (binnen- en buitenkampers) en de Bersiap.
- 1950-1957: in verband met de soevereiniteitsoverdracht aan Indonesië repatrieerden ambtenaren uit de administratie, het politieapparaat, de rechterlijke macht en het leger naar Nederland. Na de opheffing van het KNIL in juli 1950 repatrieerden veel KNIL-militairen en migreerden 4000 Molukkers met hun gezinnen alsmede veel Indo-Afrikaanse KNIL-soldaten (‘Belanda Hitam’).
- 1957-1958: naar aanleiding van de Nieuw-Guineakwestie werden alle (Indische) Nederlanders die nog in Indonesië woonden tot een gevaar voor de staat verklaard. Dit leidde tot het vertrek van ca. 40.000 mensen.
- 1962: in verband met de overdracht van Nederlands Nieuw-Guinea aan Indonesië werden alle op Nieuw-Guinea verblijvende Nederlanders (ca. 14.000 personen) geëvacueerd. In de periode van het zgn. UNTEA-bestuur kwam ook een groep van ongeveer 500 Papoea's, die in Nederlandse overheidsdienst waren geweest, met hun gezinnen naar Nederland.
- 1957-1964: spijtoptanten waren mensen die na de soevereiniteitsoverdracht hadden gekozen voor het Indonesische staatsburgerschap, maar spijt kregen van hun keuze toen de nieuwe Indonesische samenleving hen discriminatoir ging behandelen. Tot 1958 was het Nederlandse toelatingsbeleid voor hen nog zeer restrictief, maar dat werd vanwege de noodsituatie waarin de spijtoptanten door politieke omstandigheden waren komen te verkeren, verruimd; ca. 25.000 van hen konden alsnog naar Nederland komen en kregen hun Nederlandse nationaliteit terug[28]

### Achterblijvers
Een kleine groep Indische Nederlanders op Java kon echter om verschillende redenen geen aanspraak maken op repatriëring en mogelijke vestiging in Nederland, bijvoorbeeld doordat zij tijdens de Japanse bezetting van Nederlands-Indië hun identiteitspapieren waren kwijtgeraakt. Hierdoor werden zij na de onafhankelijkheid van Indonesië, door Nederland niet geaccepteerd en werden zij verstoken van rechten op Nederlandse voorzieningen, zoals een zorgverzekering, AOW en pensioen. Zij werden hierdoor financieel noodlijdend, maar worden sinds 2004 financieel gesteund door uit Nederland afkomstige giften uit de Stichting Teman Teman Sehati. Ook hun kinderen, die na de onafhankelijkheid werden geboren, ontbeerden financiële steun en worden eveneens door deze stichting in hun kosten voorzien.

### Aantallen
Niet alle Indo-Europeanen uit Nederlands-Indië kunnen worden aangemerkt als (Indische) Nederlanders. (Indische) Nederlander is enkel degene die door erkenning van de Europese vader de Europese status en de Nederlandse nationaliteit heeft verkregen. Op basis van gegevens van de burgerlijke stand is bekend dat in 1940 ongeveer 290.000 (Indische) Nederlanders in de kolonie woonachtig waren.
Geschat wordt dat minimaal twee derde van deze 290.000 (Indische) Nederlanders van gemengde afkomst (Indo-Europeaan) was. Vele ook op Nederland georiënteerde Indonesiërs zijn niet ingeschat, omdat ze wel Nederlandse onderdaan, maar juridisch en etnisch geen Nederlander waren. Deze specifieke groep leefde zowel in de inlandse, vaak Javaanse, als in de Europees-Indische samenleving.
Een veel grotere groep mensen met een Europese voorvader was in de jaren tot 1940 opgegaan in de Indonesische bevolking. Indonesische wetenschappers schatten dat een miljoen mensen in hun land ook Europese voorouders hebben. Velen werden nooit door hun (Nederlandse) verwekkers erkend. Indische Chinezen die zich door opleiding en bekering tot het christendom 'vernederlandsten' zochten ook een plaats in de Nederlands-Indische samenleving, al werd dat niet ten volle erkend. Velen van hen vertrokken na de oorlog naar Nederland.
Uit onderzoek over de toename van mensen met de Europese status tussen 1881 tot 1940 komen de volgende getallen: 16.000 gemengde huwelijken, 29.000 kinderen uit gemengde huwelijken, 48.000 erkende kinderen geboren uit ongetrouwde relaties.
Het Centraal Bureau voor Statistiek (CBS) berekende in 1990 het aantal Indische Nederlanders in Nederland: 472.600 mensen van Indische origine, waarvan 187.700 mensen in Indië/Indonesië waren geboren. In beide categorieën vormden zij de grootste minderheidsgroep in Nederland.
Er is een demografische berekening uit 2003, dat in 2001 de 1e en 2e generatie Indische Nederlanders in Nederland ongeveer 458.000 mensen telden. Met dit gegeven is in te schatten dat mogelijk 800.000 mensen in Nederland van Indo-Europese afkomst zijn. Onderzoeker dr. Peter Post van het NIOD schat dat er tussen de 1,5 tot 2 miljoen mensen met een Indo-Europese achtergrond in Nederland wonen. Op 1 januari 2022 bedroeg het aantal in Indonesië geboren mensen ongeveer 92.000, de tweede generatie telde 258.000 mensen wat samen ongeveer 350.000 maakt. Het aantal autochtone Nederlanders met minstens één grootouder (derde generatie) geboren in Indonesië bedroeg 294.000 onder de categorie 0 tot 55 jaar. De eerste, tweede en derde generatie samen onder de categorie 0 tot 55 jaar bedroeg ongeveer 456.000 personen. Meer dan de helft van de eerste en tweede generatie uit Indonesië is ouder dan 55 en valt dus buiten deze categorie. De eerste en tweede generatie plus de ''derde generatie'' van 0-55 jaar maakt een getal van ongeveer 644.000. Daarnaast was van ruim 286.000 autochtone Nederlanders de herkomst van de ouders niet vast te stellen. Op te merken valt dat niet iedereen onder categorie Indonesië ook een ''Indische Nederlander'' is.
Hoeveel Indische Nederlanders in het buitenland leven is onbekend. In een studie uit 2005 wordt geschat dat het aantal Indo's in Australië rond de 10.000 ligt. Indo's zijn te vinden in vijftig staten van de Verenigde Staten, met een meerderheid in Zuid-Californië. Volgens de volkstelling van 1970 wonen er in Californië 28.000 buiten Nederland geboren (Indische) Nederlanders, terwijl er in Michigan, New York, New Jersey, Illinois en Washington zo'n 50.000 buiten Nederland geboren (Indische) Nederlanders wonen.
Na de soevereiniteitsoverdracht van Indonesië eind jaren veertig vertrok een aantal (Indische) Nederlanders naar Suriname om zich er te vestigen. Na de opheffing van het KNIL kregen militairen de gelegenheid naar de TRIS, het Surinaamse leger, over te stappen. Vooral jonge vrijgezelle militairen maakten daarvan gebruik. In de jaren erna volgden nog tientallen gezinnen en in verband met de overdracht van Nieuw-Guinea vertrokken sommige Indo's naar 'De West'. Het aantal Indische Nederlanders in Suriname is moeilijk in te schatten, omdat ze niet als een aparte groep worden geregistreerd.

## Cultuur en maatschappij
Behalve een gezamenlijke Europese achtergrond waren er altijd grote verschillen tussen Indo-Europeanen. Cultureel-maatschappelijk kenden zij een uiterst heterogene en rijkgeschakeerde variatie, iets wat ook vandaag de dag nog aanwezig is.
De Indo-Europese/Indische cultuur is een Indo-Europese of Euro-Aziatische mengcultuur. In Nederland doelt men met Indo-/Indische cultuur vooral op de mengcultuur ontstaan in het voormalig Nederlands-Indië, waarin westerse c.q. Nederlandse invloeden zeer dominant zijn.

### Ontwikkelingen
De volgende paragrafen vormen een overzicht de basale ontwikkelingen op cultureel-maatschappelijk gebied onder Indische Nederlanders.

#### VOC-periode
De VOC-bestuurders hadden aanvankelijk geen plannen om een permanente kolonie te vestigen, er werd slechts gesproken over een centraal rendez-vous. Volgens Jan Pieterzoon Coen was er echter door de handelingen van de VOC een ongeplande kolonie ontstaan waar voordelen te behalen waren. Hij overtuigde de Heeren Zeventien (het hoogste VOC-gezag) dat door de kolonie geld bespaard kon worden. Migranten zouden generaties van mannen voor het VOC-leger en administratieve functies leveren. Hij pleitte voor het sturen van boeren, ambachtslieden en leraren, bij voorkeur wezen vanwege hun calvinistische opvoeding en het gebrek aan familiale binding met Nederland. Over de Aziatische vrouwen die men, volgens hem door het gebrek aan visie van de VOC, had moeten kopen was hij niet te spreken. Hij vroeg de directie dan ook om betrouwbaarder vrouwen uit Nederland te sturen.
Op Coen en een enkeling na waren de VOC-bestuurders er geen voorstander van dat er Europese vrouwen naar Nederlands-Indië kwamen. Volgens hun observaties waren veel van deze uit weeshuis afkomstige vrouwen slechts op geldelijk gewin uit. Ook werden ze ervan beticht voortdurend te klagen, dronken te zijn en hun rijkdom te etaleren. Het werd verstandiger gevonden dat Europeanen trouwden met een Aziatische vrouw. Volgens bestuurder Hendrik Brouwer waren kinderen uit deze relaties gezonder en Aziatische vrouwen gezeglijker. Een voorwaarde was wel dat de vrouw bekeerd werd tot het protestantisme. Wanneer de vrouw slavin was, moest de bruidegom de bruid vrijkopen alvorens te kunnen trouwen. Deze vrouwen en kinderen kregen automatisch de status van Europeaan.
Niet alleen promootte de VOC de verbintenis met een Aziatische vrouw, ook kocht de onderneming vrouwen op de Aziatische markt om ze als bruid door te verkopen aan het personeel. Soms kreeg een man zelfs een vrouw aangeleverd, waarvoor maandelijks een bedrag van zijn salaris werd ingehouden. Een en ander had het ontstaan van een gemengde Indo-Europese cultuur tot gevolg. Dat uitte zich in de inrichting van de landhuizen van de rijken volgens Javaanse gewoontes met onder andere inlands beeldhouwwerk.

#### Na 1816
In de nieuwe verhoudingen na 1816 nam de dominantie van de Indo-Europese mengcultuur af. Het Nederlandse bestuur consolideerde zich en daarmee ook de Nederlandse cultuur. Bestuurders brachten hun Nederlandse vrouw mee en na de opening van het Suezkanaal in 1869 nam het aantal Nederlanders toe. Oude Indische families verloren aan macht en invloed. Toch bleef het proces van menging van de cultuur in de meer geïsoleerde binnenlanden van Java doorgaan
In de laat-koloniale periode kreeg het dragen van kleding behorende bij inheemse bevolkingsgroepen een bijzondere betekenis. Een Indo-Europese man kon Indonesische kleding dragen wanneer hij een kampong, Javaans theater of ronggeng bezocht om zich daarmee te tonen als behorende bij de autochtone cultuur. Voor vrouwen daarentegen betekende het buitenshuis dragen van Indonesische kleding een stap omlaag op de koloniale ladder.
Tot 1900 was het in Indië gebruikelijk dat vrouwen en mannen tijdens een ontvangst apart zaten. Vrouwen in de zitkamer en mannen in de voorgalerij, geheel volgens Javaans gebruik. Het was de gewoonte van in Azië geboren vrouwen zich meer dan eens per dag te wassen. Bataviase huizen hadden vaak bijbouwen met een gesloten ruimte naast het kanaal waar men zich kon omkleden en met een trap naar het water gaan.
De beoefening van Pencak Silat, in Batavia Poekoelan genoemd, was in 1937 een ware cultus onder Indo-jongens aan de zelfkant van de samenleving. Anno 2015 zijn er nog vele Pencak Silat beoefenaars en oefenmeesters onder Indo's. Ook Indo-Europese variaties op de krijgskunsten Shaolin Kempo en Kuntao zijn populair.

#### Begin 21e eeuw
Er zijn nog steeds typische culturele elementen te onderscheiden bij Indo-Europeanen in Nederland. Typisch wil niet zeggen dat deze elementen uniek zijn, ze komen ook bij andere culturen voor, maar ze zijn wel anders of nadrukkelijker aanwezig. Niet elke Indo-Europeaan zal zich in dezelfde mate in al deze elementen (willen) herkennen.
Een voorbeeld is de min of meer verplichte gastvrijheid waarbij niet afgepast wordt gekookt, maar altijd rekening wordt gehouden met onverwachte gasten. Binnenshuis worden vaak geen schoenen, maar slippers gedragen. Het is gewoonte iedereen een hand te geven bij aankomst of vertrek als men op bezoek is. Ouderen worden niet getutoyeerd. Het is een morele plicht anderen te behoeden voor gezichtsverlies; mensen worden niet publiekelijk bekritiseerd, en kritiek wordt daarom niet gemakkelijk opgevat. Voedsel wordt op tafel gezet, zodat ieder er naar behoefte van kan nemen. Het gebruik van de aanspreektitels oom en tante voor niet-familieleden is algemeen.
Typisch voor de oudere generatie in Nederland en in mindere mate voor de jongere is het 'wapperen' met de hand om iemand naar zich toe te roepen. Er wordt niet met de wijsvinger naar iemand of iets gewezen. Eten gebeurt nooit staand of lopend.

### Taal
Het Maleis en het Portugees werden vanaf de vroeg-koloniale tijd gebruikt als lingua franca in Zuidoost-Azië en de Indische Archipel. Uit het Maleis, het Portugees en uit een combinatie van deze twee talen ontstonden verschillende pidgin- en creoolse talen. Het (Indisch-)Nederlands werd later dominanter.
De Indo-Europeanen die in Indië woonden toen de Nederlanders daar de macht overnamen spraken een verbasterde vorm van Portugees. Dit wordt wel aangeduid met de termen Maleis-Portugees, Portugees-Maleis, Indo-Portugees, Portugis, Papia Ternate en Papia Kristang. Ook Indo-Europeanen die uit de op de Portugezen veroverde gebieden naar Indië werden gebracht, spraken een verbasterde vorm van Portugees.
Indo-Europeanen die tussen 1600 en 1800 in Indië werden geboren, namen deze taal over. Na 1800 kreeg het Maleis, doorspekt met Portugese woorden, de overhand. In Batavia (Jakarta) ontstond een Maleise variant met veel Nederlandse woorden.
Ook in andere steden in Indië nam het gebruik van Nederlandse woorden toe. Vanaf het begin van de 20e eeuw begon het Nederlands, met name het Indisch-Nederlands, te domineren bij de (Indo-)Europese bevolking in Indië.
Overblijfselen van het (creool) Portugees in de taal van de Nederlands-Indische cultuur zijn onder andere de woorden sinjo en nona, verbasteringen van senhor en dona, gebruikt voor Indo-Europese kinderen.
Een fragment uit een Maleis-Portugees verhaal (1780)
| Pasa bira bira coorpoe, skoeta toedoe banda, brienka brienka oloe. Grande cobisojoe noe lem- bransa poor panja aloen koeja. Ille boeska ki atja te kapen. oeng kris, oen badé, oeng klëwan, oen spada, oeng katana. | Heupwiegend loopt hij rond, overal luistert hij, zijn ogen lonken. Een groot verlangen heerst in zijn geest om iets. Hij probeert een kris te vinden, een priem, een kapmes, een zwaard of een dolk. |

De taal waarmee een Indo-Europees kind in de 20e eeuw opgroeide kon verschillend zijn. Het Nederlands of een andere Europese taal was echter dominant. In kazernes ('tangsi's') zal daarnaast het Tangsi Maleis de moedertaal zijn geweest. Kinderen die door baboes of inlandse moeders werden opgevoed kregen Maleis of een streektaal als eerste taal mee.
Vanaf het moment dat men naar school ging, veel Indo-Europese kinderen bezochten de Europeesche Lagere Scholen waar onderwijs in het Nederlands werd gegeven, werd het Nederlands steeds dominanter. Indo-Europeanen die als moedertaal Maleis of een streektaal hadden en op school Nederlands leerden, spraken vaak in de tussenfase een creoolse taal die Petjoh wordt genoemd, een mengvorm van Maleis en Nederlands. Er ontstonden in de loop der tijd verschillende varianten van deze mengtaal.
Aan het eind van de 19e eeuw sprak het grootste deel van de Indo-Europeanen thuis een variant van het Petjoh. Petjoh in al zijn varianten werd meestal aangeduid als het Indisch-Nederlands der Indo-Europeanen. Daarna werd deze taal meer en meer verbannen naar de straat waar het vooral een jongenstaal werd. De oudste vorm van Petjoh stamt uit de VOC-tijd toen kinderen van VOC-dienaren en inheemse vrouwen, met Nederlands als vadertaal, werden grootgebracht door slaven en bedienden die creools Portugees met hen spraken.
Een fragment in het Petjoh van Batavia
Ik seht: "Als so, alleen djoeloeng-djoeloeng jij fang!"

Hij seht: "Itoe diejè!"

Ik seht: "Njang klein-klein fóór wat?"

Hij seht: "Foor kwamaroem".

Ik seht: "Foor wat?"

Hij seht: Foor waramoeki".

Ik seht: So-euven jij seh anders".

Hij seht: "Ha-a. Muuleke woort dese. Laat maar dese woort, alsmaar ding-nja hoet".

Ik seht: "Wat foor ding, dese ding. Lekker?"

Hij seht: "Masa lekker. Als jij denken freten door maar-door jij".
Goede beheersing van het Standaardnederlands, toen Algemeen Beschaafd Nederlands genoemd, werd in de 20e eeuw steeds belangrijker voor een goede positie in de Nederlands-Indische maatschappij. Volgens een onderzoek uit 1900 sprak echter slechts 443 of 29,3 procent van 1.476 pupillen met de Europese status een beetje Standaardnederlands.
Tot in hoeverre men het Maleis of een streektaal bleef spreken hing af van de afkomst en de relaties met inlandse familieleden en bedienden zoals de baboe. (Indische) Nederlanders spraken ten minste wat woorden en zinnen Maleis of streektaal.
Bekend zijn de zogenaamde stopwoorden zoals adoe!, adoh of doeh en lôh! of lâh (uitroepen van verbazing en als stopwoord) en kasi-an (uitroep van medelijden). Het gebruik van deze woorden is niet specifiek Indisch of Indo-Europees. Ze worden gebruikt door verschillende bevolkingsgroepen in Zuidoost-Azië zoals Maleisië, Singapore en Indonesië.
Andere voorbeelden zijn garnalenhersens een letterlijk vertaling van het Maleis/Indonesische otak udang waarmee een dom persoon wordt aangeduid, te erug als vervanging van het Maleis/Indonesische terlalu, al als vervanging van sudah en het verzachtende achtervoegsel hoor als in geeft niet hoooor. Sommige Nederlandse woorden en begrippen hebben andere betekenissen zoals beuken dat niet alleen slaan betekent maar ook iets intensief, met kracht/smaak doen en naar boven gaan dat ontspannen, de koelere berggebieden opzoeken, betekent.
Typisch is ook het gebruik van het woord boeng (broer) als aanspreekvorm voor een man van dezelfde generatie door de Indischen afkomstig uit Jakarta. Voor de oorlog werd deze aanspreekvorm excusief gebruikt door Indo-Europeanen, Indonesiërs gebruikten andere aanspreekvormen.

### Kleding

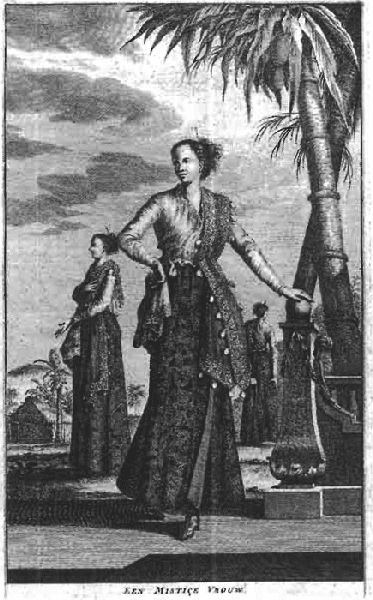
Een Euraziatische vrouw in het boek Oud en Nieuw Oost-Indië (1726) van François Valentijn (1666-1727)

Gedurende de 18e en het begin van de 19e eeuw droegen Indo-Europese vrouwen een wijde rok met gesteven plooien. Deze saya werd overgenomen van de Portugese vrouwen uit Goa. Daarnaast droegen ze een kabaja, die was waarschijnlijk gebaseerd op de in Goa gedragen baju, een doorschijnend 'hemddeken' tot aan de navel. In de loop der tijd werd de saya vervangen door de sarong die tot de knieën reikte. Wanneer men op bezoek ging bij een dame wier man de status van raadslid had verruilde men de kabaja voor een die tot de enkels reikte. Tijdens de zondagse kerkgang en bij andere speciale gelegenheden droeg men een Europese jurk en hoed.
Volgens het reglement van het Bataviase weeshuis uit 1752 werden de Indo-Europese meisjes daar van de volgende kledij voorzien: 2 nette blouses van Guineastof, 1 grove blouse van gebleekte stof, 3 bodices van Chinees linnen, 2 matrozen stijl kebaya's, 4 fijne Bengaalse hoofddoeken, 1 kledingstuk van Indiase stof, 2 zakdoeken, 2 paar schoenen, 2 paar sandalen, en 3 paar kousen. Indo-Europese meisjes kregen geen Europees korset maar in verhouding tot de Europese meisjes meer Aziatische kleding. Wanneer een Indo-Europese of inheemse vrouw nyai werd, ruilde ze haar gekleurde sarong in voor een witte en ging ze slippers dragen.
Waarschijnlijk vanaf het begin van de 19e eeuw droeg de Indo-Europese vrouw op haar huwelijksnacht een sarong met zacht blauw patroon op een witte achtergrond. Deze batik, die geproduceerd werd aan de noordkust van Java, werd batik kelengan genoemd en was ook de kleding waarin ze begraven werd.
Mannen droegen dagelijks een witte jas van colbertlengte, een djas toetoep, met een lange witte broek. Deze jas zou gebaseerd zijn op een Engelse jas uit Singapore of op een gevechtsjas van militairen op Atjeh.

### Beroepen
De hoogste functie binnen het bestuur van de VOC in Azië was die van gouverneur-generaal. Dirk van Cloon, waarvan een van de voorouders Japans was, is de enige Indo-Europeaan die deze functie heeft bekleed. De VOC had het beleid slechts in Europa geschoolde mannen op de belangrijkste functies te plaatsen. Om deze reden stuurden ambitieuze mannen, hoewel formeel niet toegestaan, hun in Azië geboren zonen naar Nederland om daar te studeren. Slechts enkelen bereikte een hoge positie bij de VOC zonder onderwijs in Nederland. Voor in Indië opgeleide Indo's en totoks was officieel slechts een VOC-functie weggelegd als soldaat, ambachtsman of kopiist.
Gedurende de hele koloniale periode waren militairen, van verschillende afkomst, de grootste beroepsbevolking. Indische families klommen in de meeste gevallen gedurende de VOC-tijd op via de vrouwelijke lijn, waarbij zeer jonge dochters werden gekoppeld aan nieuwkomers en in Nederland geschoolde zonen van bevriende families. Deze schoonzonen konden carrière maken middels de invloed van hun schoonvader. Doordat de meisjes vaak jong trouwden en belangrijk waren voor de loopbaan van de nieuwkomers trouwden ze vaak meer dan eens. Na de dood van hun aanzienlijk oudere man beschikten ze naast de connecties van hun vader vaak over veel geld en goed. Een huwelijk met deze weduwen was zo intrek dat de VOC een islamitische wet overnam waarbij vrouwen pas na een bepaalde periode mochten hertrouwen. Via deze omweg domineerden Indische families de top van de maatschappij.
Met de komst van de Engelsen (1810/1811) begon het einde van de dominantie van de Indische families. Hoewel onsuccesvol, trachtten de Engelse heersers de macht van de Indische families te breken door slechts nieuwkomers toe te laten tot het bestuur. Door gebrek aan tijd en personeel slaagden ze daar nauwelijks in, maar ze zetten wel een trend voor de periode erna. Nadat Indië opnieuw onder Nederlands bestuur gekomen was, kreeg het te maken met een actievere staatsinvloed vanuit Nederland. Nieuwe bestuurders hadden vaak niet de behoefte hun hele leven in Indië te wonen en waren daarom niet afhankelijk van Indische connecties en dochters. Bestuurlijke invloed via de vrouwelijke lijn nam voor Indische families hiermee af. In 1818 werd bepaald dat leden van de Raad van Indië Nederlands moesten zijn, legitiem, vastgelegd in het burgerregister van hun geboortestad. Ook mochten raadsleden geen familie van elkaar zijn door bloed of wet tot 4 niveaus van verwantschap.
De Indo-Europeanen waren tot ver in de 19e eeuw te vinden in alle beroepslagen in de Indisch-Nederlandse samenleving. Een deel daarvan fungeerde, in vooral de 18e eeuw, als "brug" tussen de Europeanen en inlanders. Dat veranderde aan het eind van de 19e eeuw toen Indo-Europese handelaren het af moesten leggen tegen Europese, inlandse en Chinese handelaren die directe handel gingen voeren met Singapore. Een andere factor is dat Nederland vanaf de 19e eeuw meer grip probeerde te krijgen op de kolonie door de hoogste functies toe te wijzen aan in Nederland geborene. Dit betekende dat in de hogere beroepslagen het aantal Indo-Europeanen afnam. Ook de toename van geschoolde inlanders die werden aangenomen in functies die eerder exclusief aan Indo's toebedeeld werden was daarop van invloed. De juridische status van Europeaan sloot discriminatie niet uit. Het kwam vaak voor dat Indo-Europeanen een lager salaris kregen dan een volbloed Europeaan met dezelfde functie. Ook moest men om in aanmerking te komen voor hogere functies in Nederland geboren zijn of daar een opleiding hebben genoten. Veel Indo-Europeanen hadden de middelen niet om direct naar Nederland te gaan om daar hoger onderwijs te volgen. De gegoede Indo-Europese families konden dat wel, en in sommige gevallen waren zij, of hun kinderen, geboren in Nederland.
Veel Indo-Europeanen waren ambtenaar of dienden in het KNIL, en waren Nederlands/Europees of Nederlands/Europees georiënteerd. Het KNIL was tussen 1816 en 1870 voor Indo-Europeanen de grootste werkgever. Andere hadden echter slecht betaalde baantjes en leefden 'aan de rand van de kampong' De zogenaamde paupers of lagere klasse. De lagere klasse werd vaak ondersteund door kerkelijke instanties, vrijmetselarij of anderen die zich wilden inzetten voor de minderbedeelden in de Europese samenleving in Nederlands-Indië.
Over het algemeen waren de Indo-Europeanen in drie sociale standen in te delen:
- hogere klasse of de hogere middenstand,
- middenstand,
- lagere klasse.

De Indo-Europeanen waren niet actief in de landbouw. Het was hen wettelijk verboden om grond te bezitten. Indo-Europeanen deden geen werk onder hun stand. Eenvoudig of zwaar werk dat geassocieerd werd met inlanders werd niet verricht door (Indische) Nederlanders. Zwaar lichamelijk werk werd uitsluitend door de inlandse autochtone bevolking en door allochtonen zoals de Chinezen.

### Het KNIL
Nadat de Nederlanders zich gevestigd hadden in delen van Indië, probeerden zij zich meester te maken van de omliggende landen. Wanneer deze gebieden veroverd waren moest een bezettingsleger de orde handhaven en weerstandskernen uitschakelen. Met de vordering van de pacificatie werden dure buitenlandse huurlingen vervangen door een koloniaal leger bestaande uit officieren en manschappen uit eigen land en een kleiner deel inheems. Omdat het Nederlandse volk in de 19e eeuw uit te weinig mensen bestond was het leger aangewezen op Indo-Europeanen en inheemse militairen.
Van 1816 tot 1870 is het aandeel Indo-Europeanen in het koloniaal leger groot, van 1870 tot 1917 neemt het aandeel sterk af en van 1917 tot 1942 is het aandeel Indo's in het leger relatief en absoluut het grootst, een klein deel is beroepsmilitair. In 1917 werd in Nederlands-Indië de dienstplicht ingesteld voor alle Europese ingezetenen, dit als reactie op de snelle opkomst van het Indonesische nationalisme. Men was bang dat het hele staande leger uit inheemse militairen zou bestaan waardoor de veiligheid in gevaar zou worden gebracht. Vooral de luchtafweerafdeling had grote aantrekkingskracht op Indo-Europese jongens. Het KNIL was tussen 1816 en 1870 voor Indo-Europeanen de grootste werkgever.

### Politiek

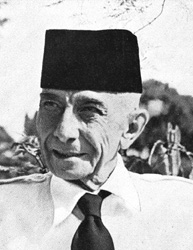
Douwes

De Indische Nederlander Ernest Douwes Dekker en zijn Indische Partij speelden een belangrijke rol in de opkomst van het nationalisme in Nederlands-Indië. Zo ontmoetten leden van de vereniging Boedi Oetomo elkaar bij Douwes Dekker thuis. Boedi Oetomo zette zich in voor de ontwikkeling van het land en volk en was daardoor niet radicaal genoeg voor de oprichters en leden van de IP die streefden naar onafhankelijkheid van Nederland.
Soekarno zag Douwes Dekker als zijn 'politiek vader' van wie hij het 'politiek nationalisme' had geleerd. Er zijn vermoedens dat het boek "Gods Geboorte", een beschrijving van de filosofie van de Indo Petrus S.L. Ward door Douwes Dekker, de basis legde voor een van de vijf zuilen van de Indonesische Pancasila, het geloof in één God.
Het Indo-Europeesch Verbond opgericht door journalist Karel Zaalberg was een belangenorganisatie voor Indo's die streefde naar een autonoom Indië met een grote rol voor Indo-Europeanen. Deze partij was voorzichtiger in het uiten van zijn mening omdat Indo-Europeanen hoofdzakelijk in overheidsdienst werkten en het behoud van die positie stond voor deze partij voorop. Beide organisaties werden nauwlettend in de gaten gehouden door de Indische overheid, zo zouden er bij bijeenkomsten soms politiespionnen aanwezig zijn geweest. De Indische Partij werd in 1913 verboden. Ernest Douwes Dekker is uitgeroepen tot Held van Indonesië.
Op 7 juli 1949 fuseerde de Indisch Nederlandse Partij met de Indo Partij "de Blijvers" en werd de Indo-Nationale Partij. De nieuwe partij werd geleid door J.P. Snel en Ch. R. le Cotey. Ze gingen ervan uit dat Indo's drie opties hadden; Indonesië vrijwillig verlaten, vreemden worden in eigen land of actieve burgers worden van Indonesië. Zij kozen voor het laatste. De partij vond ook dat Soekarno de eerste president Indonesië moest worden.
Op verzoek van minister-president Ruud Lubbers werd in 1991 het Indisch Platform (IP) opgericht door Rudy Boekholt die er van 1991 tot 2011 tevens voorzitter van was. Het is anno 2015 nog steeds het overkoepelend Indisch overlegorgaan dat zich onder andere bezighoudt met de Backpay-kwestie. De positie van het IP staat in de Indische gemeenschap steeds meer ter discussie.
In 1994 werd in Nederland de Vrije Indische Partij (VIP) opgericht. Deze partij wilde de belangen behartigen van iedereen die iets met het voormalige Nederlands-Indië of Suriname te maken had. De partij haalde bij verkiezingen geen zetels.

### Pauperisme, heropvoeding en scholing
Al in het begin van de 19e eeuw werd beweerd dat door hun vaders in de steek gelaten verwaarloosde en werkloze Indo-Europese kinderen op roverspad gingen in de Ommelanden van Batavia De term buaya (letterlijk krokodil) werd tot ver in de 20e eeuw gebruikt voor opgeschoten Indo-jongens en gold als synoniem voor rampokker. In de loop van de 19e eeuw werd, onder invloed van het sociaal darwinisme en de theorieën van Cesare Lombroso, geloofd dat rasvermenging pauperisme tot gevolg zou hebben en dat personen met gemengd bloed maatschappelijk zouden afzakken en verdwijnen in de Indonesische samenleving. Vermenging zou uiteindelijk tot onvruchtbaarheid leiden dacht men. Het werd aanbevolen om volbloed te blijven.
W. Rooseboom, van 1899 tot 1904 gouverneur-generaal, beschrijft het als een algemeen verschijnsel dat kinderen van een inlandse vrouw die door hun Europese vader waren verlaten niet in de inlandse maatschappij werden opgenomen. Moeders bleven proberen ze als Europeaan erkend te krijgen of ze in een weeshuis te laten opnemen. De meeste kinderen zwierven volgens Rooseboom echter in 'verwilderde staat' rond in dessa's en kampongs.
In dezelfde tijd werd een commissie ingesteld om onderzoek te doen naar verpauperde en verinlandste Europeanen en Indo-Europeanen. Enquêteurs in bijvoorbeeld Semarang hadden weinig succes bij hun pogingen om antwoord op de onderzoeksvragen te krijgen bij de 'paupers'. Die waren ervan overtuigd dat het gouvernement hen toch niet zou helpen. Daarnaast vonden ze dat niemand wat te maken had met hun nog levende of reeds overleden ouders. Er werd onder meer gevraagd naar leeftijd, geboorteplaats, ouders, beroep, inkomsten, schoolbezoek en de opleiding van kinderen, levenswijze, godsdienst, gezondheidstoestand, woning, genoten onderwijs en kennis van het Nederlands en de oorzaak van slechte financiële omstandigheden. Ten opzichte van het gezin van de ondervraagde kwamen het gehuwd of ongehuwd zijn en het al of niet in concubinaat leven aan de orde. Bij het onderzoek werd verder aandacht besteed aan misbruik van opium of sterke drank, prostitutie, dobbelspel, omgang met Europeanen en inlanders. Dit onderzoek en het rapport er over leidde tot veel commotie binnen de Europese gemeenschap in Nederlands-Indië.
Na 1905 verbeterde de omstandigheden van op of onder de armoedegrens levende Indo-Europeanen snel door een sterke uitbreiding van het gouvernementele apparaat en de groei van het bedrijfsleven. Hierdoor kwamen tienduizenden banen voor met name Indische Nederlanders beschikbaar. Veel paupers kregen de gelegenheid opgenomen te worden in het Indische 'hoedenproletariaat'.

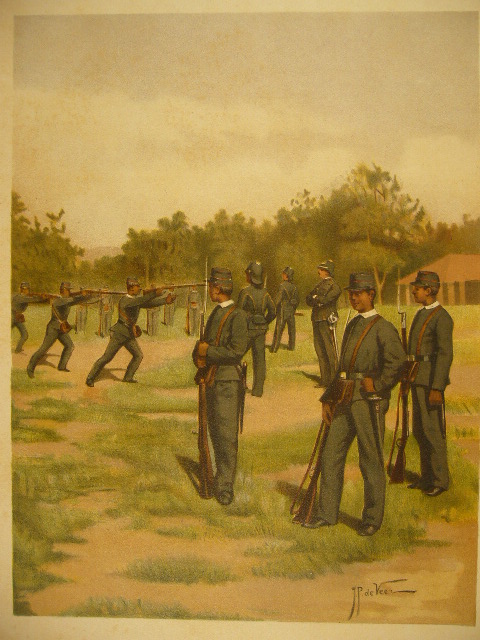
Pupillen van de Militaire Pupillenschool te Gombong tijdens schietoefening.

In loop van de 19e eeuw werd heropvoeding van Indo-Europese kinderen informeel toegepast door christelijke instanties. Tussen 1906 en 1918 ontwikkelde de overheid een formeel heropvoedingsbeleid voor deze kinderen. Al vanaf 1892 werden tehuizen opgericht voor heropvoeding en scholing.
Vanwege de slechte situatie in de suikerhandel nam rond 1890 de werkloosheid en daardoor ook het aantal niet erkende Indo-Europese kinderen toe. Om die reden werden toen op Java opvangtehuizen opgericht, kinderen werden er Nederlands-nationaal opgevoed en in praktische vakken opgeleid.
Van kinderen die door hun Inlandse moeder werden opgevoed, werd gevreesd dat ze 'te Indisch' werden wat hun loyaliteit aan het koloniale gezag en het Europese prestige niet ten goede zou komen. Ze hadden niet alleen een bruine huid, maar spraken ook lokale talen en voelden zich thuis in de kampong. In het tehuis werden ze Europees opgevoed, maar ook weer niet te Europees opdat ze hun lagere positie in de koloniale maatschappij niet uit het oog verloren.
De vrees van de overheid van Nederlands-Indië was dat verwaarloosde, criminele jongeren vatbaar zouden zijn voor antikoloniaal sentiment. De Indische overheid betaalde particulieren en organisaties tien gulden per maand per Indo-Europees kind en zeven en een half gulden per inheems kind. De instantie of particulier moest wel een goede reputatie hebben en werd overzien door een lokale politieagent of een vertegenwoordiger van de overheid. Tevens moest de verzorger van dezelfde landaard en religie zijn als het kind. Veel van de volwassen jongens gingen uiteindelijk bij het leger of de marine. Meisjes werkten vaak in de huishouding en soms in het onderwijs of de verpleging.
Een van die tehuizen voor heropvoeding in door de koloniale overheid gewenste zin werd opgericht door Johannes van der Steur, die gedurende zijn bestaan rond de 7.000 kinderen onder zijn hoede had. Een ander was de Militaire Pupillenschool te Gombong, waar voornamelijk verweesde en verwaarloosde Indo-Europese jongens van 8 tot 16 jaar een op militaire leest gestoelde opleiding kregen en moesten doorstroomden naar het KNIL. Deze school had een niet onbesproken reputatie. Begin 1878 liepen maar liefst 85 kinderen weg, om bij gedwongen terugkeer gestraft te worden met extra werk en celstraf.

### Cultureel erfgoed
Tot het erfgoed van de Indo-Europeanen kan gerekend worden:
Krontjong Kemajorande krontjongstijl uit de Jakartaanse wijk Kemayoran waar overwegend Indo-Europeanen woonden
Indo-Europese batik (batikken)in Indonesië bekend als Batik Belanda (Nederlandse batik)
Indo-Europese kebayaOok wel Kebaya Belanda genoemd. Mogelijke inspiratiebron voor de Nyonya Kebaya.
De kondéeen haarwrong die door Indo-Europese vrouwen werd gedragen. Waarschijnlijk afkomstig van 'Coiffure à la Condé.
De Indische keuken
Indorock
Komedie Stamboeleen Indisch volkstheater met Indo-Europese acteurs en actrices dat opgericht werd in Surabaya
Indische literatuur
De Tong Tong FairIndisch festival in Den Haag (voorheen de Pasar Malam Besar)
MoessonIndisch tijdschrift (tussen 1956-1958 Onze Brug en tussen 1958-1978 Tong Tong geheten)
De Indo, internationaal tijdschrift
El Atabal (Málaga, Spanje)Indisch dorp gesticht door Tjalie Robinson
Maen Pukulan/Poekoelanvechtstijl uit de door Indo-Europeanen bewoonde wijken in Jakarta/Batavia

### Wijken en steden
Hieronder volgt een lijst met straten, wijken en steden met een hoge concentratie Indische Nederlanders in het verleden en heden:
- De wijk Karang Bidara of Karangbidara in Semarang[59]
- De wijk Krambangan of Kerembarang in Surabaya[59]
- De wijken Kemayoran (onderdistrict) (Indo's) en Toegoe (Toegoenezen) in Batavia
- De Spinhuisgracht en Tijgersgracht in Batavia[16]
- Den Haag
- Arnhem
- Apeldoorn
- Amsterdam
- Carambei, Brazilië

Een aantal van de wijken in Nederlands-Indië werden frikandellenwijken genoemd, een andere naam voor achterbuurt.

## Kwesties
De Indische gemeenschap had en heeft te maken met een aantal kwesties:
SalarisbeleidOm het zedelijk en stoffelijk geluk van de inheemse bevolking te bevorderen, met uiteindelijk doel zelfbestuur onder Nederlandse leiding, moest de inheemse bevolking opgeleid worden en juridisch gelijkgesteld met de Europeanen. In 1913 maakte gouverneur-generaal Idenburg het streven om de staatsrechtelijke verschillen tussen inlanders en Europeanen te slechten tot officieel beleid. Salarissen, die voorheen binnen gouvernementsdienst per landsaard verschilden, werden gelijk getrokken. Dit betekende voor de Indo-Europeaan met een lagere en middenkaderpositie toenemende concurrentie van inheemsen die uit ideologie en financiële redenen een voorkeursbehandeling kregen van de landsregering en in sommige gevallen uitsluiting of salarisverlaging. Deze kwestie werd in de Indische kranten behandeld.
OnderwijsDe Nederlandse overheid wilde het hoger onderwijs in Indië verminderen en Inlandse en Europese scholen samenvoegen. Dit betekende dat slechts vermogende Indo-Europeanen naar Nederland konden voor hoger onderwijs in een tijd dat er steeds meer concurrentie kwam van Nederlandse nieuwkomers en Inheemsen.
GrondbezitOm het pauperisme te verminderen wilde onder andere het Indo-Europeesch Verbond landbouwkolonies oprichten, particulieren mochten geen grond bezitten.
Kwijtschelding van Japanse herstelbetalingenDe kwijtschelding van de herstelbetalingen was een onderdeel van een serie internationale verdragen die waren gesloten met Japan. Volgens de overlevenden van de jappenkampen heeft Nederland met de kwijtschelding die schuld overgenomen.
Backpay-kwestieDe Backpay-kwestie is de zaak met betrekking tot de terugbetaling door de Nederlandse overheid van achterstallige salarissen van Indische ambtenaren.
Traktaat van WassenaarBij de overdracht van Nederlands-Indië werd de Wet souvereiniteitsoverdracht Indonesië afgesloten. Om te voorkomen dat over en weer blijvende beschuldigingen geuit zouden worden, werd in Artikel 4 vastgelegd dat in een amnestie-ordonnantie een uitzondering gemaakt werd op het internationaal humanitair recht. Om er voor te zorgen dat een deel van de claims van de Nederlandse Staat en van particulieren gehonoreerd zou worden, werd in 1966 een overeenkomst gesloten tussen het Koninkrijk der Nederlanden en de Republiek Indonesië: het Traktaat van Wassenaar. Overeengekomen werd dat Indonesië aan Nederland een bedrag van 600 miljoen gulden zou betalen, waarvan 223 miljoen gulden was bestemd ter voldoening van een gedeelte van de claim die de Nederlandse Staat op de Republiek Indonesië had. Het resterende bedrag zou worden uitgekeerd ter voldoening van claims van particulieren, maar wel met name als gevolg van nationalisering van bedrijven. Van 1973 t/m 2003 betaalde Indonesië 689 miljoen gulden, inclusief rente aan de Nederlandse Staat. Via de landelijke pers zouden rechthebbende geattendeerd worden. In werkelijkheid werden er enkel berichten geplaatst in het Reformatorisch Dagblad en de Staatscourant. Uiteindelijk werd slechts 86 miljoen gulden uitgekeerd aan particulieren; het overige deel bestemd voor particulieren verdween in de staatskas.
KapitaalvluchtIn februari 1942, vlak voor de Japanse bezetting van Java, zou in het diepste geheim een kapitaalvlucht plaats hebben gevonden vanuit de kluizen van de Javasche Bank in Batavia naar de zwaarbeveiligde kluizen van de Federal Reserve in New York. Volgens een overheidsrapport, opgesteld door het NIOD, heeft deze kapitaalvlucht nooit plaatsgevonden. Anderen zijn daar nog niet zo zeker van.
Birma-ThailandcompensatieDe opbrengst van de aan Thailand verkochte Birmaspoorweg, die tijdens de Japanse bezetting gebouwd werd door dwangarbeiders, werd aangemerkt als smartengeld voor de overlevenden. Volgend de stichting Task Force Indisch Rechtsherstel (TFIR) was de in 1954 door de Nederlandse overheid gepubliceerde oproep in enkele kranten in Nederland en Indonesië niet voldoende om alle rechthebbenden te bereiken. De organisatie riep daarom rechthebbenden op om samen alsnog compensatie te claimen bij de Nederlandse overheid.

## Gebaar
In 2001 richtte de Nederlandse regering het zelfstandig bestuursorgaan Stichting Het Gebaar op om aan, kort gezegd, mensen die Nederlander waren gebleven of geworden en die tijdens de Japanse bezetting in Indië hadden verbleven of elders door de Japanners waren geïnterneerd of tewerkgesteld en die in 2001 nog in leven waren, een uitkering te betalen van in totaal € 159 miljoen, als gebaar in verband met problemen bij het rechtsherstel na afloop van de Japanse bezetting in Nederlands-Indië en tekortkomingen, kilte, en te veel formalisme en bureaucratie bij de opvang in Nederland (voor zover van toepassing). Op verzoek van de Indische gemeenschap werd geen onderscheid gemaakt tussen wie wel en wie niet in jappenkampen hadden gezeten ("binnenkampers" en "buitenkampers").
Het bedrag werd uiteindelijk vastgesteld op € 1822 per persoon, corresponderend met 87.000 betrokkenen.